# Лименка
Лименка, која се такође назива и конзерва, је херметички затворена посуда која служи за ускладиштење, чување и преношење робе. Прави се од танког лима и захтева резање или сечење овог лима да би се отворила. Лименке или конзерве могу да буду различитог садржаја, али у највећем броју случајева користе се за чување и одржавање хране процесом конзервације.
Модерна лименка представља разраду старог проналаска Француза Николе Апера (Nicolas Appert, 1749—1841) с почетка 19. века. Њу је патентирао Енглез Питер Дјуранд (Peter Durand) 1810. године. Захваљујући развоју масовне индустријске производње, лименка је, крајем 19. века, постала потрошачки стандард, претежно у индустријализованим земљама, али општепозната и у другим крајевима света. Отварач за конзерве изумљен је тек након 48 година постојања конзерви.